# Pane di Matera
Il Pane di Matera IGP è il pane ottenuto mediante un antico sistema di lavorazione, tipicamente utilizzato dai panificatori della provincia di Matera. Tale sistema prevede l'utilizzo esclusivo di semola di grano duro. Ha ottenuto la tutela del marchio Pane di Matera IGP nel 2008, e nel 2018 ha ricevuto una nuova tutela IGP su successive modifiche al disciplinare di produzione.

## Storia
Il primo riferimento al luogo di origine del prodotto, se non indica Matera che nel periodo era uno dei granai di Roma per coltivazione e per conservazione in foggiali, sicuramente si riferisce al territorio appulo-lucano di cui era originario Quinto Orazio Flacco, il quale stesso si definiva appulo-lucano e di cui è parte integrante Matera, città che come Venosa era appulo-lucana. È rintracciabile nel libro I, V delle “Satire” del poeta latino Orazio, il quale nella primavera del 37 a.C., nel rivisitare il paesaggio della sua infanzia, nota l’esistenza del “pane migliore del mondo, tanto che il viaggiatore diligente se ne porta una provvista per il prosieguo del viaggio”.
Il pane di Matera IGP, con il suo sistema di lavorazione, ha una lunghissima tradizione, vi sono taluni documenti risalenti al Medioevo, al XV secolo ed al Regno di Napoli e anche oltre, come confermato da numerose e autorevoli fonti storiche. È da sempre alimento tipico del territorio materano, tradizionale zona di coltivazione di cereali, come risulta anche da diverse testimonianze artistiche e letterarie che attestano l'importanza e il culto del pane nella vita e nell'economia di tutto il territorio. 
Particolarmente suggestivo il rito dei tre tagli impressi con il coltello all'impasto, che rappresentavano la Santissima Trinità; gesto di profonda devozione con cui le famiglie ringraziavano Dio per la possibilità di usufruire di questo bene primario, così nel tempo, il tipico cornetto del pane di Matera assumeva sempre più la forma brulla della murgia dirimpettaia dei Sassi di Matera.
Il pane veniva cotto nei numerosi forni pubblici, un garzone passava dalle case del vicinato per raccogliere il pane fatto dalle massaie in casa con lievito madre originato da frutta fresca in macerazione, e fatto lievitare nel calore del letto matrimoniale al presto del mattino. Per poi portarlo a cuocere nel forno di vicinato nei Sassi.
Per evitare che le pagnotte si confondessero, il fornaio procedeva a marchiarle con le iniziali del capofamiglia, impresse su un timbro in legno o terracotta, ogni famiglia possedeva il proprio timbro, questi erano intagliati dal capofamiglia al momento della costituzione del nuovo nucleo familiare, oggi numerosi conservati nel Museo archeologico nazionale Domenico Ridola di Matera. Per evitare che le pagnotte si toccassero, le massaie materane erano molto gelose del loro pane, il cornetto materano si è sviluppato in altezza, in modo da essere trasportato ed infornato con la dovuta distanza tra essi ma comunque in quantità. Solo allora si procedeva ad infornare. 
Il pane ha una pezzatura minima di 2 kg ed una massima di 5 kg, era un taglio normale per le numerose e prolifiche famiglie materane, dovuto anche alla lunga conservabilità del pane stesso, che andava dai 7 giorni ai 9 giorni minimo.
La principale caratteristica del pane, preservatasi nel tempo, è la durevolezza. Era indispensabile per assicurare il sostentamento di contadini e pastori nelle settimane che trascorrevano lontano da casa, al lavoro nei campi sulle colline materane o nei pascoli sulle murge materane e nelle transumanze.
Il pane di Matera quindi, per dimensione, altezza, incisioni e lavorazione, assume nei secoli la tipica forma di cornetto, unica nel panorama panificatorio italiano.
Il 25 settembre 2022 Papa Francesco lo cita in una sua omelia: Fratelli, sorelle, da questa città di Matera, “città del pane”, vorrei dirvi: ritorniamo a Gesù, ritorniamo all’Eucaristia.

## Zona di produzione
La zona di produzione del pane di Matera IGP è costituita da quasi tutto il territorio della provincia di Matera; tuttavia il tipico pane a forma di cornetto è prodotto principalmente nei comuni di Matera, Montescaglioso, Irsina, Tricarico, Grassano e Grottole. Nei comuni di Montalbano Jonico, Tursi e Pisticci si produce un pane di forma rotonda, leggermente diverso in termini di sapore e consistenza rispetto al tipico pane materano.

## Caratteristiche del prodotto
Il pane di Matera IGP deve avere le seguenti caratteristiche: 
- Forma a cornetto oppure a pane alto;
- Pezzatura da 1 o 2 kg (0,5 kg, 5 kg, 10 kg nuovo disciplinare IGP);
- Spessore della crosta di almeno 3 mm;
- Mollica di colore giallo paglierino con caratteristica alveolazione;
- Umidità non superiore al 33%.

La scelta di vecchie varietà di grano, che conservano, nel loro patrimonio genetico, caratteristiche non presenti in altre, dà luogo a farine che trasferiscono al pane il gusto e il sapore unico che lo contraddistinguono. Si aggiungano il processo di lavorazione e, nello specifico, la realizzazione del lievito madre, che, prodotto con frutta fresca, aggiunge ulteriori e particolari sensazioni di gusto, e non meno importanti sono le essenze usate nei forni a legna.

## Produzione
Il prodotto si ottiene mediante l'antico processo di produzione che prevede esclusivamente l'utilizzo di lievito madre (dato dalla macerazione di frutta fresca) e dalla lunga lievitazione, semola di grano duro, sale e acqua. Parte delle semole da utilizzare per la produzione deve provenire da vecchie e da antiche varietà coltivate nel territorio della provincia di Matera quali in primis la varietà Cappelli poi Duro Lucano, Capeiti, Appulo. Viene cotto esclusivamente in forni a legna alimentato con essenze tipiche del posto. Il pane di Matera IGP è un pane dalla formatura prevalentemente alta e lunga, inarcuata, chiamato a cornetto; dettata dalla società in cui è nato e da secoli di produzione, tale da influenzare la produzione del territorio circostante, lucano e pugliese. Il processo di lavorazione è articolato in cinque fasi: impastamento, formatura, lievitazione, modellatura e cottura nel forno a legna. Il prodotto ottenuto, grazie agli ingredienti utilizzati e alla specificità del processo di lavorazione, si caratterizza per un colore giallo, una porosità tipica e molto difforme (con pori, all'interno del pane, del diametro variabile da 2–3 mm fino anche a 60 mm), un sapore e un odore estremamente caratteristici.
La conservabilità del pane, così ottenuto, può raggiungere i 7 giorni di tempo per le pezzatura da 1 kg e i 9 giorni per la pezzatura da 2 kg.
Il Consorzio di Tutela del Pane di Matera I.G.P. controlla tutte le fasi di produzione, dalla coltivazione dei grani di coltivatori consorziati, alla molitura degli stessi in molini consorziati, che avviene esclusivamente nell'ambito della provincia di Matera, e tutela il prodotto da contraffazioni, vedi; pane tipo Matera o simili.